# Estación Ibáñez
Ibáñez era una estación ferroviaria, ubicada en el Partido de General Belgrano, en la Provincia de Buenos Aires.

## Servicios
Era parte del ramal que unía las localidades de Chas y Ayacucho. El mismo fue habilitado el 1 de julio de 1911, cerrado en el año 1978 y levantado a principios de la década de 1990.